# スカラ劇場 (ソウル特別市)
スカラ劇場（スカラげきじょう、朝鮮語: 스카라극장、スカラクッチャン）は、かつて存在した大韓民国の映画館である。1935年（昭和10年）12月31日、日本統治時代の朝鮮の京城府若草町41番地（現在の大韓民国ソウル特別市中区草洞41番地）に若草劇場（わかくさげきじょう）として開館する。1940年前後に東寶若草劇場（とうほうわかくさげきじょう、新漢字表記東宝若草劇場）と改称、第二次世界大戦後は首都劇場（しゅとげきじょう、朝鮮語: 수도극장、スドクッチャン）の名称で復興した。1962年8月28日、スカラ劇場と改称、アメリカ映画を中心としたロードショウ館となる。2005年に閉館・解体、敷地は再開発された。

## 沿革
- 1935年12月30日 - 若草劇場として新築・落成、翌31日に開館[1][2][8]
- 1940年前後 - 東寶若草劇場と改称[3][6]
- 1946年 - 首都劇場と改称[2][4][5][7]
- 1962年8月27日 - スカラ劇場と改称[2][4][5][7]
- 2005年 - 閉館・解体[2]

## データ
- 所在地 : 朝鮮京城府若草町41番地[3]
  - 現在の大韓民国ソウル特別市中区草洞41番地 「アジアメディアタワー」の位置

北緯37度33分50秒 東経126度59分34秒 / 北緯37.56389度 東経126.99278度
- 経営 : 
  1. 岡本清次郎 （1940年代[3][6]）
  2. 洪燦（朝鮮語版） （1946年 - 1962年[4][5]）
  3. スカラ劇場 （1962年[7] - ）
- 構造 : 鉄骨鉄筋コンクリート造地下一階・二階建、敷地面積300坪（約991.7平方メートル）、延べ面積658坪（約2,175.2平方メートル）[2]
- 観客定員数 : 1,000名（1942年[3]・1943年[6]）

## 概要

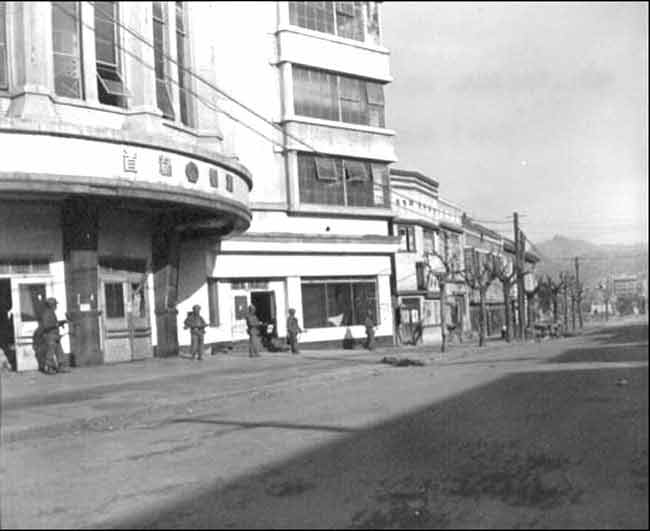
朝鮮戦争中の1951年3月16日に撮影された首都劇場の外観。「東寶若草劇場」の時代とは館名以外は変わらない。

### 若草劇場の時代
1935年（昭和10年）12月30日、日本が統治する朝鮮の京城府若草町41番地（現在の大韓民国ソウル特別市中区草洞41番地）に若草劇場（若草館とも）として新築・落成、翌31日に開館する。大正館（櫻井町1丁目26番地、現在の仁峴洞1街26番地、1912年開館）を同館の前身とし、木造であり老朽化した大正館を取壊しその敷地に同館を新築した、とする資料があるが、所在地が異なるため、同館新築およびその前身についての経緯は不明である。同館の建築費用は当時の金額で25万円（1935年）であり、鉄骨鉄筋コンクリート造地下一階・二階建、敷地面積300坪（約991.7平方メートル）、延べ面積658坪（約2,175.2平方メートル）、着工から完成まで半年で建てられたものであった。半円形のエントランスが道路に向かって突出した、独特の形状を持つ建築物であった。
1939年（昭和14年）の時点では、同館の興行系統は東宝映画および洋画（欧米からの輸入映画）とされ、東宝映画は1937年（昭和12年）9月10日に4社合併によって設立されたトーキーの会社であり、同館では開館当初からトーキーを上映していた。封切館であった同館は、明治座（現在の明洞芸術劇場、明治町1丁目54番地、現在の明洞1丁目54番地）、京城宝塚劇場（かつての黄金館、のちの國都劇場、黄金町4丁目310番地、現在の乙支路4街310番地、1913年開館）とともに「1等級館」に分類された。これら「1等級館」は京城劇場（現在のソウル劇場、本町3丁目94番地、現在の忠武路3街94番地）とともに一流劇場とみなされ、中央館（永楽町1丁目48番地、現在の苧洞1街48番地、1921年開館）、喜樂館（本町1丁目38番地、現在の忠武路1街24番地）、大陸劇場（團成社から一時改称、授恩町56番地、現在の鍾路区廟洞56番地）が二流劇場、優美館（貫鐡町89番地、現在の鍾路区貫鉄洞89番地）、第一劇場（鐘路4丁目1番地、現在の鍾路区鍾路4街1番地）、東洋劇場（竹添町1丁目62番地、現在の忠正路1街62番地）等は三流劇場と考えられた。
1940年（昭和15年）前後の時期に東寶若草劇場と名称を変更、「東宝」の文字を冠した。同府内には同館のほか、京城宝塚劇場、東宝文化劇場（かつての中央館）と東宝系の映画館が3館存在した。第二次世界大戦が始まり、戦時統制が敷かれ、1942年（昭和17年）、日本におけるすべての映画が同年2月1日に設立された社団法人映画配給社の配給になり、映画館の経営母体にかかわらずすべての映画館が紅系・白系の2系統に組み入れられるが、『映画年鑑 昭和十七年版』には同館の興行系統については記述されていない。同資料によれば、当時の同館の経営は岡本清次郎の個人経営であり、支配人欄には名がない。観客定員数は1,000名であった。同館を経営した岡本清次郎は、戦後、愛媛県松山市で映画館を経営した人物である。のちに脚本家となった井手俊郎は、同時期に同館で支配人を務めていたという。

### 首都劇場・スカラ劇場

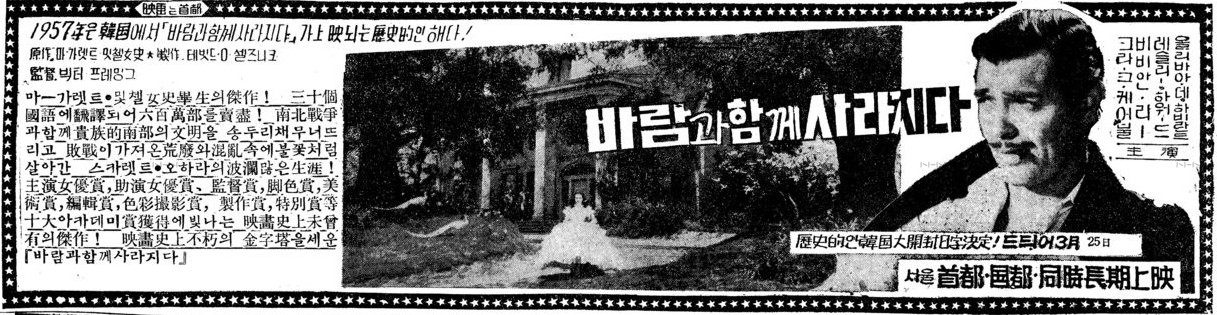
1957年3月25日付の新聞に掲載された首都劇場による『風と共に去りぬ』の新聞広告。

1945年（昭和20年）8月15日、第二次世界大戦が終了し、同年9月8日から1948年8月15日に大韓民国が建国されるまでの間は、在朝鮮アメリカ陸軍司令部軍政庁がこの地域を統治した。終戦当時に同館の支配人であった洪燦（1909年 - 1964年）が1946年、同館を買収して復興、館名も首都劇場と改称している。もっぱらアメリカ映画を中心に上映した封切館であり、1957年3月25日には國都劇場と同時封切として、『風と共に去りぬ』（監督ヴィクター・フレミング、米国公開1939年12月15日、日本公開1952年9月4日）を韓国初公開を行っている。
1962年4月に経営者が交代し、同年8月27日、70mmフィルム用の映写機を導入して改装し、スカラ劇場と改称して新たに開館した。こけら落とし作品は『ソロモンとシバの女王』（監督キング・ヴィダー、日本公開1959年11月22日、米国公開同年12月25日）であった。同年に撮影された同館の写真には、『ヴェラクルス』（監督ロバート・アルドリッチ、米国公開1954年12月25日、日本公開1955年4月6日）が上映中であり、次週上映作として『女優ナナ』（監督クリスチャン＝ジャック、フランス公開1955年7月26日、日本公開同年6月18日）が待機している看板が写っている。
2005年までには閉館し、同年12月6日には、70年の歴史をもつ建築物の解体に入った。『ハンギョレ』の同月8日の報道によれば、文化財庁が登録文化財に登録することを同館の所有者に予告したところ、所有者は所有権の侵害であると反発しており、早期の解体を行ったとのことである。韓国の法律では文化財の指定、または登録の前提として、所有者の同意が必要であり、所有者による解体・撤去を停止することはできない。現在同館の跡地には「アジアメディアタワー」というビルディングが建っている。

## ギャラリー

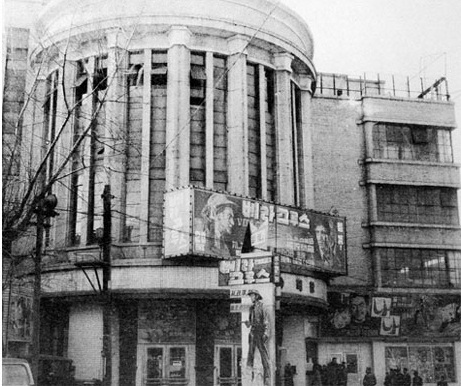
スカラ劇場外観（1962年）
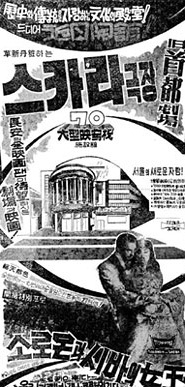
スカラ劇場開館新聞広告（1962年8月）
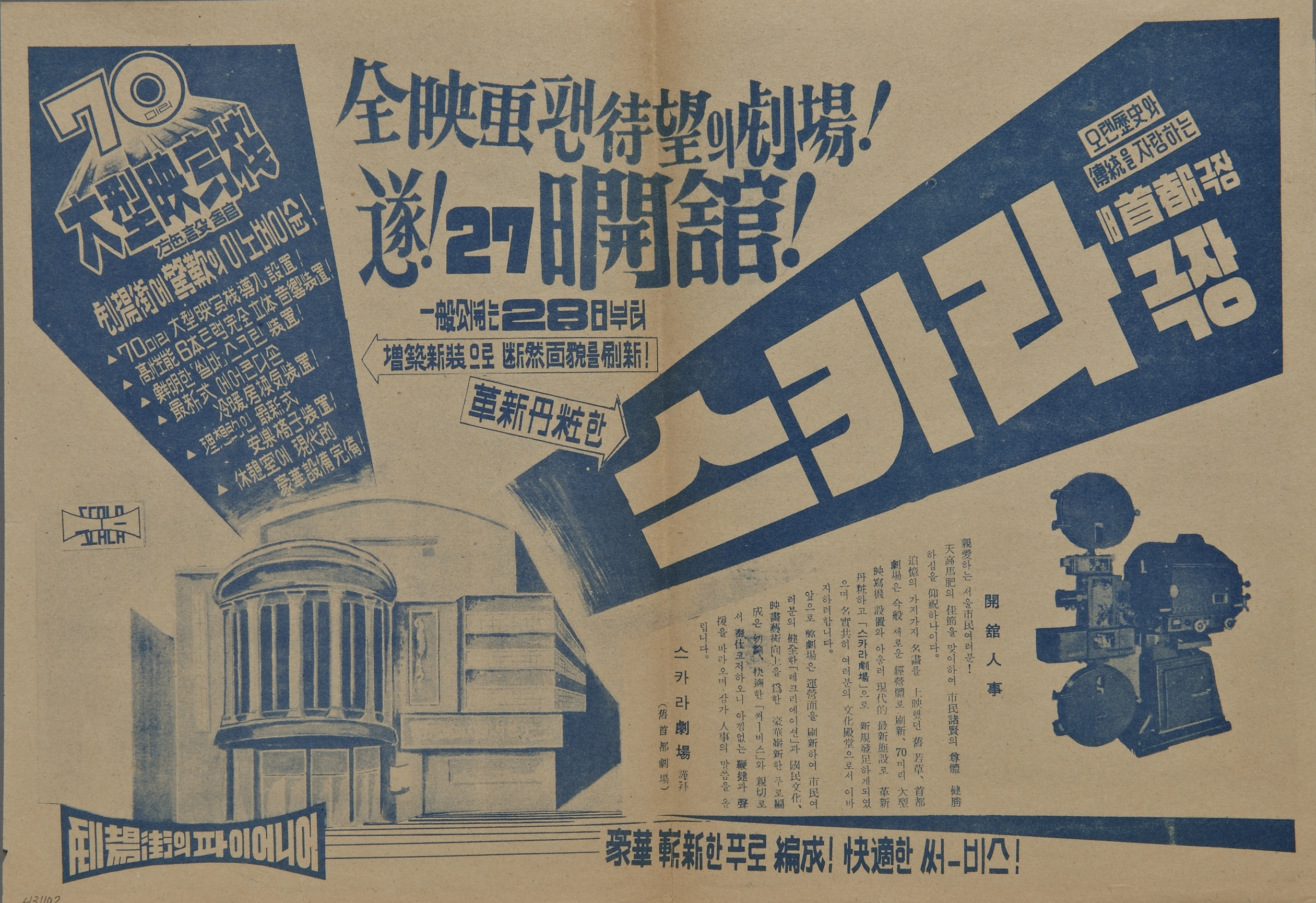
スカラ劇場開館広告チラシ（1962年8月）